# Boca Larga (Santa Cruz)
Boca Larga es una localidad caboverdiana del municipio de Santa Cruz.

## Geografía
La localidad está situada en la isla de Santiago.

## Organización territorial
La localidad abarca los lugares y barrios de:
- Boca Larga Baixo
- Cutelo Mendes
- Fontinho
- João Lobo
- Lém da Costa
- Lém de Mato
- Tcham de Carvalho